# 大峽谷村 (亞利桑那州)
大峽谷村（英語：Grand Canyon Village）是位於美國亞利桑那州可可尼諾縣的一個人口普查指定地區。根據2010年美國人口普查，該地人口為2004人，而該地的面積約為34.71平方千米。

## 地理
大峽谷村的座標為36°02′57″N 112°09′24″W / 36.04917°N 112.15667°W，而該地最高點為海拔高度2074米（即6804英尺）。